# MESAT1
MESAT1, auch MESAT1-OSCAR 122, MO-122,  ist ein US-amerikanischer Universitäts- und Amateurfunksatellit.
Der von der University of Maine entwickelte Satellit trägt drei experimentelle Nutzlasten für universitäre Forschungen, einen Sender für das kommerzielle Globalstar und einen von der AMSAT bereitgestellten linearen Transponder, der von Funkamateuren weltweit genutzt werden kann.
Die drei universitären Experimente sind:
- ALBEDO: Diese Nutzlast untersucht die Auswirkungen der Albedo (Anteil der Sonneneinstrahlung, der in den Weltraum zurückreflektiert wird) auf lokale Temperaturen.
- IMAGER: Fernerkundungsinstrument zur Aufnahme flacher Küstengewässer, um Wasserqualitätseigenschaften wie Trübung und Phytoplanktonkonzentration zu bestimmen.
- HAB: Nutzlast zur Untersuchung atmosphärischer Einflüsse auf schädliche Algenblüten.

## Mission
Am 4. Juli 2024 um 04:04 UTC wurde der Satellit MESAT1 mit einer Firefly-Alpha-Trägerrakete von der Vandenberg Space Force Base in Kalifornien gestartet. Der Amateurfunktransponder wurde am 20. September 2024 in Betrieb genommen. Am 2. Oktober 2024 wurde durch den OSCAR-Nummer-Koordinator der AMSAT-NA die Bezeichnung MESAT1-OSCAR-122 bzw. MO-122 verliehen.

## Genutzte Frequenzen
- Globalstar (MHz): 1.616,25

Folgende Frequenzen wurden von der IARU koordiniert:
- Uplink (MHz): 145,910–145,940 (LSB)
- Downlink (MHz): 435,810–435,840 (USB)
- Telemetrie (MHz): 435,800 (1200 Baud BPSK)